# 19-2
19-2 est une série télévisée québécoise créée par Réal Bossé et Claude Legault, et diffusée du 2 février 2011 au 1er avril 2015 à ICI Radio-Canada Télé.
La série a été adaptée pour le Canada anglophone et diffusée entre le 29 janvier 2014 et le 18 septembre 2017 sur Bravo! (saisons 1 à 3) et CTV (saison 4). En France la série est diffusée à partir du 30 mars 2016 sur TV5 Monde,.
En septembre 2018, le réseau américain CBS commande un script pour la série H-Town, adaptation de 19-2 qui se déroulera à Houston.

## Résumé

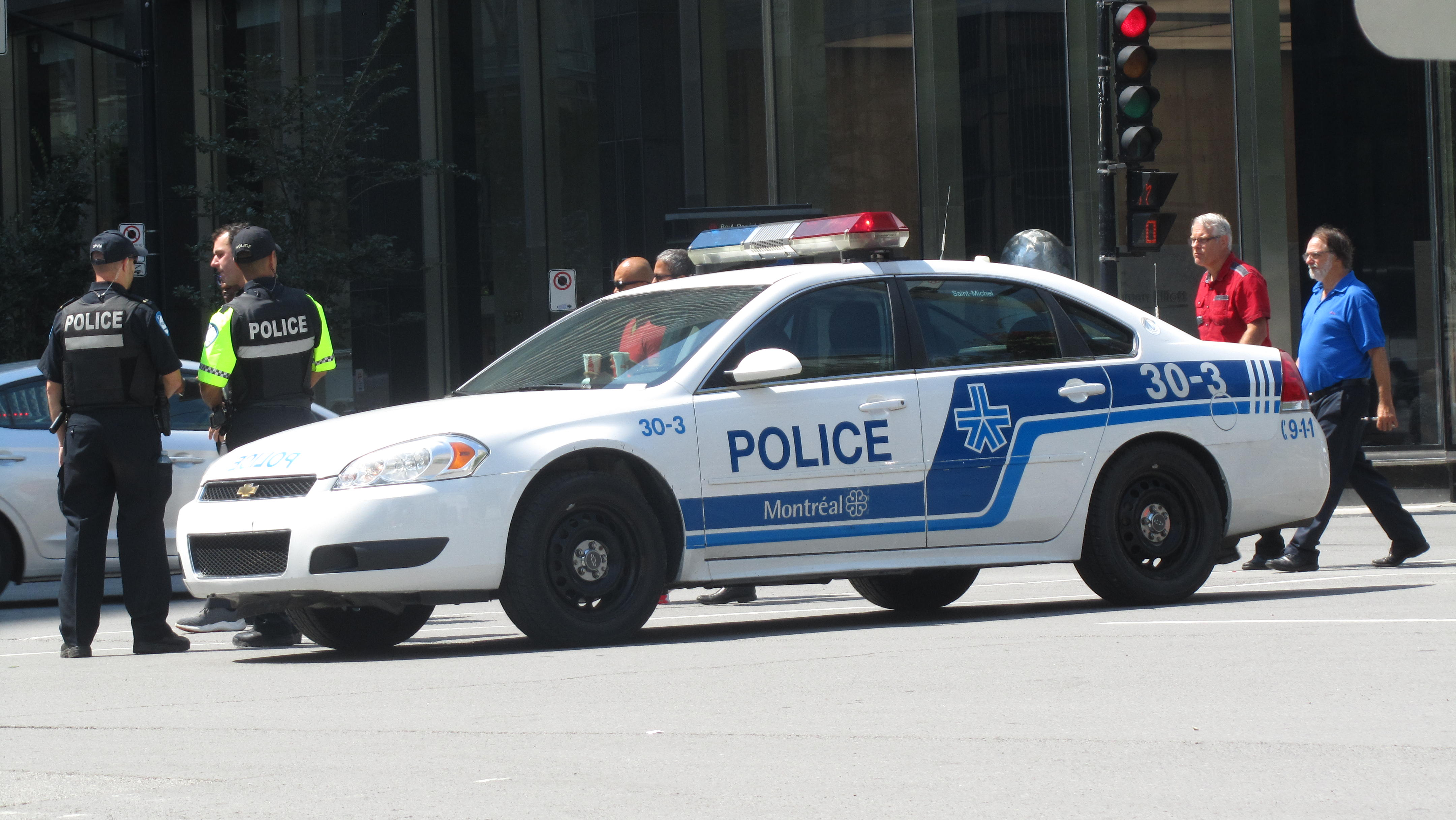
Voiture (30-3) de patrouilleurs de la police de Montréal.

Cette série suit l'équipage de la voiture 19-2 du Service de police métropolitain de Montréal. Après une fusillade blessant gravement son partenaire, le patrouilleur Nick Berrof (Bossé) se voit affecter Benoît Chartier (Legault), fraîchement muté de la Sûreté du Québec. Les deux hommes sont à couteaux tirés, mais doivent collaborer au quotidien pour faire correctement leur métier de policier, auquel chacun d'eux est avec rigueur très attaché. Vivant des histoires personnelles difficiles (Berrof est séparé de sa femme, qui est sergent-détective dans le même poste de police tandis que Chartier a subi une forme de banissement familial après l'arrestation qu'il a dû faire de son père et est délaissé par sa petite amie qui ne veut pas venir s'installer en ville), ils réussissent tant bien que mal à travailler ensemble. Les deux policiers se découvrent mutuellement au fil des interventions, souvent délicates et dangereuses, qu'ils doivent gérer alors qu'ils sont en prise avec des drames sociaux, le crime-organisé, mais également les problèmes de leurs collègues qui rejaillissent dans le quotidien du poste 19.

## Distribution
- Claude Legault : Benoît « Ben » Chartier
- Réal Bossé : Nicolaï « Nick » Berrof
- Julie Perreault : Sergente-détective Isabelle Latendresse
- Véronique Beaudet : Bérangère Hamelin
- Benz Antoine (en) : Tyler Joseph
- Catherine Bérubé : Audrey Pouliot
- Fred-Éric Salvail : Vincent « Vince » Légaré
- Fanny Mallette : Catherine
- Magalie Lépine-Blondeau : Amélie de Grandpré
- Marie-Evelyne Lessard : Valérie
- Sylvain Marcel : Sergent Julien Houle
- Louis-Philippe Dandenault : Jean-Marc Brouillard
- Jean Petitclerc : Commandant Marcel Gendron
- Louise Portal : Marie-Louise
- Robert Naylor : Théo Berrof
- Léa Roy : Sandrine Gendron
- Vincent Graton : Jean-Pierre Harvey
- Claude Laroche : M. Chartier, père de Ben
- France Pilotte : mère de Ben
- Pierre Rivard : Marc Chartier, frère de Ben
- Louise Turcot : Michelle, mère de Berrof
- Marc-François Blondin : Sylvio
- Jean-François Beaupré : Béïque SQ
- Robin-Joël Cool : Jérôme Bégin SQ
- Mikhail Ahooja : Gontran Bégin
- Alexandre Goyette : Dandenneau SQ
- Peter Batakliev : Alek, cousin de Berrof
- Pierre-Yves Cardinal : Zack
- Denis Bernard : Bernard Foster
- Sarah Dagenais-Hakim : Josée Martel
- Danny Gilmore : Sébastien Francœur
- Gregory Hlady : Stan, patron du bar bulgare
- Martin Paquette : Pavel, bras droit de Stan
- Éric Hoziel : Sergent Dugas
- Mélanie Pilon : Angèle, répartitrice 911
- Dave Richer : Clément
- Sullivan Ouédraogo : jeune Tyler
- Marilyn Castonguay : mère de Gabi
- Guillaume Cyr : voisin éméché de la mère de Gabi
- Florence Longpré : Flora, voisine de la mère de Gabi
- Vincent Leclerc : Ian Hétu
- Sylvie Moreau : Me Constance Delacroix
- Emmanuel Schwartz : l'avocat de Berrof et Chartier
- Didier Lucien : l'avocat de Bégin

## Fiche technique
- Réalisateur : Podz, Maxime Brissette (webisodes)
- Scénaristes : Joanne Arseneau, Danielle Dansereau, Réal Bossé, Claude Legault
- Musique : Nicolas Maranda
- Producteurs exécutifs : Pierre Beaudry, Luc Châtelain, Jocelyn Deschênes, Mélanie Lamothe
- Productrice : Sophie Deschênes (première saison)[5]
- Sociétés de production : Écho Media (première saison et deuxième saison), Films Zingaro (première saison), Sphère Média Plus (deuxième saison)

## Épisodes
| Saisons | Nombre d'épisodes | Années | Diffusion au Québec               | Moyenne Audience (en millions) |
| ------- | ----------------- | ------ | --------------------------------- | ------------------------------ |
| 1       | 10                | 2011   | 2 février 2011 au 6 avril 2011    | 1,187                          |
| 2       | 10                | 2013   | 28 janvier 2013 au 1er avril 2013 | 1,262                          |
| 3       | 10                | 2015   | 28 janvier 2015 au 1er avril 2015 | 1,376                          |

### Première saison (2011)
La première saison de dix épisodes a été diffusée du 2 février 2011 au 6 avril 2011. Tous les épisodes ont été réalisés par Podz et scénarisés par Joanne Arseneau (sauf l'épisode 8) ainsi que Danielle Dansereau pour les trois derniers.
| Titre      | Première diffusion | Audiences (millions) |
| ---------- | ------------------ | -------------------- |
| Épisode 1  | 2 février 2011     | 1,083                |
| Épisode 2  | 9 février 2011     | 1,046                |
| Épisode 3  | 16 février 2011    | 1,203                |
| Épisode 4  | 23 février 2011    | 1,227                |
| Épisode 5  | 2 mars 2011        | 1,205                |
| Épisode 6  | 9 mars 2011        | 1,26                 |
| Épisode 7  | 16 mars 2011       | 1,174                |
| Épisode 8  | 23 mars 2011       | 1,227                |
| Épisode 9  | 30 mars 2011       | 1,14                 |
| Épisode 10 | 6 avril 2011       | 1,302                |

### Deuxième saison (2013)
Le 15 juin 2011, Radio-Canada a renouvelé la série pour une deuxième saison de dix épisodes. Ces derniers ont été diffusés du 28 janvier 2013 au 1er avril 2013. Tous les épisodes ont été réalisés par Podz et scénarisés par Danielle Dansereau (sauf les épisodes 7 et 8) ainsi que Martin Forget pour les épisodes 7 à 9.
| Titre      | Première diffusion | Audiences (millions) |
| ---------- | ------------------ | -------------------- |
| Épisode 11 | 28 janvier 2013    | 1,554                |
| Épisode 12 | 4 février 2013     | 1,322                |
| Épisode 13 | 11 février 2013    | 1,252                |
| Épisode 14 | 18 février 2013    | 1,137                |
| Épisode 15 | 25 février 2013    | 1,065                |
| Épisode 16 | 4 mars 2013        | 1,132                |
| Épisode 17 | 11 mars 2013       | 1,324                |
| Épisode 18 | 18 mars 2013       | 1,135                |
| Épisode 19 | 25 mars 2013       | 1,29                 |
| Épisode 20 | 1er avril 2013     | 1,408                |

### Troisième saison (2015)
Cette troisième et dernière saison de dix épisodes est diffusée du 28 janvier 2015 au 1er avril 2015. Tous les épisodes ont été réalisés par Podz et scénarisés par Danielle Dansereau (épisodes 1, 3 et 5) ainsi que Martin Forget (épisodes 2, 4 à 6) et François Avard (épisodes 5 et 6).
| Titre      | Première diffusion | Audiences (millions) |
| ---------- | ------------------ | -------------------- |
| Épisode 21 | 28 janvier 2015    | 1,387                |
| Épisode 22 | 4 février 2015     | 1,328                |
| Épisode 23 | 11 février 2015    | 1,376                |
| Épisode 24 | 18 février 2015    | 1,341                |
| Épisode 25 | 25 février 2015    | 1,328                |
| Épisode 26 | 4 mars 2015        | 1,291                |
| Épisode 27 | 11 mars 2015       | 1,364                |
| Épisode 28 | 18 mars 2015       | 1,338                |
| Épisode 29 | 25 mars 2015       | 1,462                |
| Épisode 30 | 1er avril 2015     | 1,543                |

### Webépisodes
Les dix mini-épisodes disponibles sur le site officiel de Radio-Canada explorent une histoire parallèle à un personnage rencontré lors de l'épisode diffusé à la télé.
- Réalisateur : Maxime Brissette
- Scénariste : Éric Dupuis

## Musique originale
La musique originale, composée par Nicolas Maranda, a valu au compositeur deux prix Gémeaux, et l'album a paru en ligne à l'automne 2011.

## Accueil
Les critiques ont été très positives dans l'ensemble. Le jeu des acteurs et la réalisation de Podz ont été applaudis par les critiques. Les corps policiers ont apprécié la série, y voyant une occasion pour eux de mieux faire comprendre à la population leur vie quotidienne.
Durant sa première saison, elle a attiré près de 1,3 million de téléspectateurs par semaine, ce qui en fait le succès de l'hiver 2011 au Québec. Elle a obtenu un pic de 1 447 000 auditeurs le 23 février 2011, et la finale de la première saison a attiré 1 302 000 téléspectateurs, se classant première dans sa case horaire.
Dans sa deuxième saison, deux ans après, les critiques ont unanimement applaudi le premier épisode, décrit comme d'une virtuosité remarquable. Celui-ci est centré sur une fusillade dans une école secondaire, avec un plan-séquence de treize minutes. Il a été vu par 1 554 000 téléspectateurs en direct, soit une audience de 39 % des cotes d'écoute de cette soirée au Québec.
La série reçoit plusieurs nominations pour des prix décernés par le public, comme les gala Artis et les Zapettes d'Or. La série, avec dix-huit nominations aux prix Gémeaux en 2011, en a reçu douze à l'issue du gala qui a eu lieu le 18 septembre 2011.

## Distinctions

### Récompenses
- Prix Artis 2013 : meilleur acteur dans une série québécoise pour Claude Legault
- Prix Gémeaux 2013[47] :
  - Meilleure série dramatique pour Luc Châtelain, Jocelyn Deschênes, Mélanie Lamothe et Sophie Pellerin
  - Meilleure réalisation série dramatique pour Podz (épisode 11)
  - Meilleure direction photographique pour Claudine Sauvé (épisode 11)
  - Meilleur montage pour Valérie Héroux (épisode 12)
  - Meilleurs décors pour André Guimond (épisode 12)
  - Meilleur texte : série dramatique pour Danielle Dansereau, Réal Bossé et Claude Legault (épisode 12)
  - Meilleur rôle de soutien masculin : dramatique pour Sylvain Marcel (épisode 20)
  - Meilleur rôle de soutien féminin : dramatique pour Louise Turcot (épisode 16)

### Nominations
- Prix Artis 2013 : meilleur acteur dans une série québécoise pour Réal Bossé
- Prix Gémeaux 2013 :
  - Meilleur premier rôle masculin : dramatique pour Claude Legault (épisode 17)
  - Meilleur premier rôle masculin : dramatique pour Réal Bossé (épisode 16)
  - Meilleur projet numérique (site web et/ou application mobile) pour une émission ou série : fiction pour le site web de 19-2
  - Meilleur thème musical : toutes catégories pour Nicolas Maranda (épisode 11)
  - Meilleure musique originale : fiction pour Nicolas Maranda (épisode 16)
- International Emmy Awards 2014 : meilleur acteur pour Claude Legault

## Blu-ray, DVD et vidéodiffusion
Les saisons 1, 2 et 3 de la série 19-2 sont disponibles en Blu-ray ainsi qu'en DVD. La série est aussi disponible en son entièreté sur Netflix au Canada.

## Adaptation anglophone
La série a reçu une commande de pilote par le réseau CBC pour une version en anglais mettant en vedette Adrian Holmes dans le rôle de Nick et Jared Keeso dans le rôle de Ben, qui a été tourné en septembre 2012 à Montréal. CBC a cependant refusé de programmer cette télésérie, et la chaîne Bravo! a repris le projet. Le comédien Benz Antoine reprend son rôle alors que Maxim Roy interprète celui de Julie Perreault dans le rôle d'Isabelle. La diffusion de la série a débuté le 29 janvier 2014 et le pilote a été rediffusé le lendemain sur le réseau CTV.
Pour la première saison, les scripts et intrigues sont presque les mêmes que la version québécoise, mais rejouées par la distribution anglophone. Au cours de la deuxième saison, les idées de base sont retenues (le plan-séquence de la tuerie scolaire, la taupe, la descente policière), mais de nouvelles histoires sont explorées, et l'évolution des personnages se trouve modifiée, alors que d'autres sous-histoires sont transposées dans un contexte différent. Quant à la langue, les personnages principaux que les invités parlent naturellement en anglais comme si la série avait été doublée. Les prénoms, affichages et panneaux en français sont conservés, à l'exception de papiers vus de près et auxquels le téléspectateur doit porter attention.

### Distribution
- Adrian Holmes (en) : Nick
- Jared Keeso (en) : Ben
- Benz Antoine (en) : Tyler Joseph
- Bruce Ramsay : District Commander Marcel Gendron (saisons 1 et 2)
- Conrad Pla (en) : Sergent Julien Houle
- Dan Petronijevic : J.M. Brouillard
- Laurence Leboeuf : Audrey Pouliot
- Maxim Roy : Détective Isabelle Latendresse
- Mylène Dinh-Robic : Beatrice Hamelin
- Tyler Hynes (en) : rookie cop Vince Legare

### Invités
- Tattiawna Jones : Amelie de Grace
- Jayne Heitmeyer : Marie
- Sarah Allen (en) : Catherine Lariviere
- Victor Cornfoot : Jean-Pierre Harvey
- Danny Blanco Hall : Girard (SQ)
- Anthony Lemke : Dan Malloy (SQ)
- Zackaryer Abdillahi : Theo Barron
- Richard Chevolleau (en) : Cassius « Kaz » Clement Kaz[52] (saison 2)
- Lisa Berry : Rita, petite-amie de Kaz[52] (saison 2)
- Juliette Gosselin : Martine[53] (saison 3)
- Krista Bridges : inspecteur Elise Roberge[53] (saison 3)
- Joe Pingue : Charlie Figo[53] (saison 3)

### Épisodes

#### Première saison (2014)
1. Partners
2. Deer
3. Welfare Day
4. The Party
5. Home
6. Turf
7. Lovers
8. Medals
9. Islands
10. Winter

#### Deuxième saison (2015)
Le 1er avril 2014, la série a été renouvelée pour une deuxième saison diffusée depuis le 19 janvier 2015.
1. School
2. Disorders
3. Borders
4. Tribes
5. Rock Garden
6. Tables
7. Property Line
8. Babylon
9. Orphans
10. Bridges

#### Troisième saison (2016)
Le 13 avril 2014, la série a été renouvelée pour une troisième saison de dix épisodes diffusée depuis le 21 juin 2016.
1. Burn Pile
2. Rescue
3. Chicken
4. Bitch
5. Protest Pants
6. City
7. Honeymoon
8. Fall
9. Gone
10. Water

#### Quatrième saison (2017)
Le 12 mai 2016, la série est renouvelée pour une quatrième et dernière saison de huit épisodes diffusée depuis le 31 juillet 2017 sur le réseau CTV.
1. Swimming
2. Driveby
3. Fishbowl
4. Labour Day
5. Flowers
6. Sons
7. Wake
8. Tomorrow